# Spiritual Minded
Albums de KRS-One
Strickly for da Breakdancers & Emceez
(2001) The Mix Tape
(2002)
Spiritual Minded est le cinquième album studio de KRS-One, sorti le 22 janvier 2002.
L'album s'est classé 64e au Top R&B/Hip-Hop Albums, 10e au Top Independent Albums et 4e au Top Gospel Albums.

## Liste des titres
| No  | Titre                                                                     | Producteur(s)            | Durée |
| --- | ------------------------------------------------------------------------- | ------------------------ | ----- |
| 1.  | Opening (Interlude)                                                       | Bervin Harris            | 1:27  |
| 2.  | Lord Live Within My Heart                                                 | KRS-One                  | 3:23  |
| 3.  | Take Your Tyme                                                            | Cookies & Cream          | 3:15  |
| 4.  | Take It to God                                                            | KRS-One                  | 4:07  |
| 5.  | Good Bye                                                                  | Douglas Jones, G. Simone | 3:31  |
| 6.  | South Bronx 2002                                                          | KRS-One                  | 4:27  |
| 7.  | Never Give Up                                                             | Domingo                  | 3:17  |
| 8.  | T-Bone Speaks (Interlude)                                                 |                          | 0:32  |
| 9.  | Tears                                                                     | Terry A., Tine Tim       | 5:46  |
| 10. | The Struggle Continues (Choose Your Way) (featuring T-Bone)               | Chase                    | 5:47  |
| 11. | The Conscious Rapper                                                      | KRS-One                  | 4:12  |
| 12. | T-Bone Speaks Again (Interlude)                                           |                          | 0:21  |
| 13. | Trust                                                                     | Tine Tim                 | 2:57  |
| 14. | Come to the Temple (featuring Fat Joe, Rah Goddess, Rampage et Smooth B.) | Terry A., Tine Tim       | 4:17  |
| 15. | Ain't Ready                                                               | KRS-One                  | 4:02  |
| 16. | God Is Spirit                                                             | BB Jay, Darren Quinlan   | 4:12  |
| 17. | Know Thy Self                                                             | Domingo                  | 5:07  |
| 18. | G. Simone Speaks (Interlude)                                              |                          | 0:31  |
| 19. | Dayz Ahead                                                                | KRS-One                  | 3:40  |
| 20. | Power                                                                     | Calvin Tibbs             | 4:43  |